# 코로폭쿠르

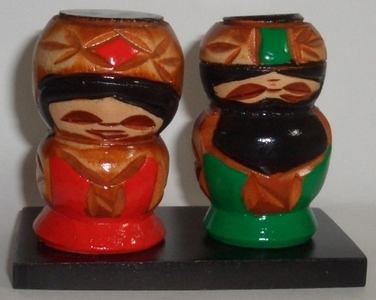
나무로 만든 코로폭쿠르 인형

코로폭쿠르(아이누어: コㇿポックㇽ koro-pok-kur)는 아이누 전승에 등장하는 소인(小人)족이다. 아이누어로 “머위 아래 사람”이라는 뜻이다. 아이누어에서 [p]와 [b]는 동일한 음소이며 구별하지 않기 때문에 코로복쿠르(コㇿボックㇽ)라고 할 수도 있다. 다른 이름으로  토이치세운쿠르(아이누어: トィチセウンクル), 토이치세콧챠카무이(아이누어: トィチセコッチャカムィ), 톤치(아이누어: トンチ) 등으로도 불렸다.

## 전승
아이누의 소인 전설은 홋카이도, 남쿠릴, 사할린섬에 퍼져 있으며, 지역차가 조금 있지만 대체로 줄거리는 이러하다. 코로폭쿠르는 아이누가 이 땅에 살기 전부터 살던 종족인데, 키가 작고 움직임이 민첩했으며, 고기잡이에 능숙했다. 또한 지붕을 머위 잎으로 덮은 수혈에서 살았다. 그들은 아이누에게 우호적이었고, 사슴이나 물고기 등 사냥감을 아이누에게 주거나 물물교환을 하였지만, 모습을 드러내는 것을 극단적으로 싫어해서 물물교환은 밤에 창문을 통해 몰래 들여보내는 형태로 이루어졌다.  그러던 어느 날 한 아이누 청년이 코로폭쿠르의 모습을 보고 싶어서 물물교환을 할 때를 기다렸다가 그 손을 낚아채 실내로 끌어들여 보았더니, 아름다운 여인의 모습이었고 손등에 문신이 있었다고 한다(아이누 여성들이 하는 문신은 그 문신을 따라한 것이다). 코로복쿠르는 청년의 무례에 격노하여 모두 북쪽 바다 저편으로 떠나 버렸고, 이후 아이누는 코로폭쿠르의 모습을 볼 수 없게 되었다. 지금도 여기저기 땅을 파면 나오는 석기와 토기가 그들의 흔적이다.
지역마다 “코로폭쿠르는 게을렀고 아이누가 그들에게 음식을 베풀었다”, “코로폭쿠르의 문신은 코로폭쿠르를 생포한 아이누가 탈환을 두려워해 새긴 것이며, 문신은 원래부터 아이누의 풍습이었다” 등의 작은 변이가 있다.
토카치 지방의 전설로, 코로복쿠르는 아이누에게 박해를 당해 그 땅을 떠났으며, 떠나는 순간 아이누에게 “물이 마른다, 물고기가 썩는다”는 뜻의 “토캅푸치”라는 저주의 말을 남겨 그것이 토카치의 지명의 유래가 되었다고 한다. 유사한 어원설이 나가타 호세이의 『북해도에조어지명해』(1891년)에도 보인다. 하지만 지명연구가 야마다 히데조는 토카치의 아이누가 긍지를 가지고 칭한 지명이 악명에서 유래했다고 보기 어려우며, 나가타가 채록한 설은 다른 지방의 아이누의 민간어원이었을 것이라 반론했다.

## 코로폭쿠르의 정체

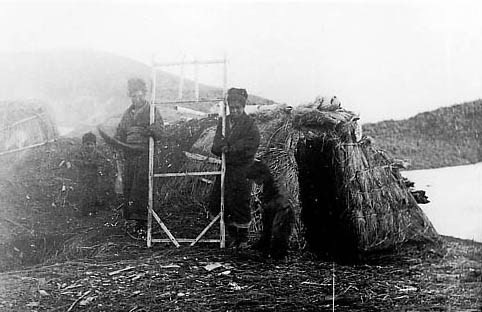
쿠릴 아이누의 수혈주거.

고고학자 세가와 타쿠로는 코로폭쿠르의 특징으로 언급되는 침묵교역・수혈주거・토기의 제조 및 사용・토기 재료를 찾아 다른 곳에 진출하는 등의 사례가 북쿠릴에 사는 루루톰운쿠르(쿠릴 아이누)의 습속과 공통된다는 점에 주목, 북해도・사할린・남쿠릴에는 널리 퍼져 있는 코로폭쿠르 전설이 북쿠릴에서만 전승되지 않음을 확인하고 “코로폭쿠르의 정체는 북쿠릴 아이누였다”는 설을 제창했다.
북쿠릴의 아이누는 북해도 아이누나 야마토인과 딱히 큰 체격차는 없다. 도리이 류조가 파라사마렉(パラサマレック)이라는 서른네다섯 살 된 쿠릴 아이누에게 신세를 지면서 코로폭쿠르 이야기를 들려 주었더니, 북해도 아이누와 신장 차이가 별로 나지 않음에도 불구하고 쿠릴 아이누를 난쟁이 취급하며 모멸하는 이야기를 만든 것으로 인식해 격노했다고 한다.:12, 70
또한 “머위잎 아래 있다”는 전승의 이미지 때문에 많은 매체에서 손바닥만한 소인으로 그려지고 있지만, 북해도에는 2미터 이상 자라는 라만머위가 자생하고 있으며, 원래 아이누의 신화에 나오는 코로폭쿠르는 아이누보다 키가 조금 작은 정도이지 난쟁이가 아니다.

## 코로폭쿠르 논쟁
츠보이 쇼고로는 일본열도의 석기시대에 아이누의 조상이 도래하기 이전의 선주민이 있었다는, 에드워드 실베스터 모스의 “프리(pre-)아이누설”을 계승하여, 아이누의 조상들이 그 선주민을 북쪽으로 쫓아냈다는 인종교체설을 주장했다. 그는 아이누의 전승에 주목해 그 전승에 나타나는 코로폭쿠르가 야마토인과도 아이누인과도 다른 민족이며, 그들이 일본열도의 가장 선주민이라고 주장했다.
1886년, 와타세 쇼자부로는 『인류학회보고』 창간호에서 삿포로 주변의 움집터들이 코로폭쿠르가 만든 것이며, 아이누보다 먼저 코로폭쿠르가 살았다는 증거라는 취지의 발표를 했고, 츠보이가 『인류학회보고』 제9호에서 대강 찬성한다는 의견을 표명했다. 그러나 『인류학회보고』 제9호에는 시라이 미츠타로가 익명으로 츠보이설에 대한 비판을 또한 게재했다. 이후 코가네이 요시키요・하마다 코사쿠・도리이 류조・키타 사다키치・사토 덴조 등 다수의 연구자들이 참여하는 논쟁으로 비화했다. 이 논쟁은 1919년 츠보이가 러시아 페테르부르크에서 객사할 때까지 계속되었다.
현재는 아이누나 류큐인에게 조몬인의 피가 가장 짙게 남아 있다는 설이 유포되고 있으며, 코로폭쿠르 설은 일반적으로 받아들여지지 않는다.

## 같이 보기
- 오호츠크 문화
- 니브흐인